# Domaine de Mori (Bungo)
Pour les articles homonymes, voir Domaine de Mori.
Le domaine de Mori (森藩, Mori-han) est un domaine féodal japonais de l'époque d'Edo situé à Kyūshū. Il a toujours été dirigé par le clan Kurushima.

## Histoire
Le clan Kurushima, qui dirige le domaine durant la période Edo, descend des Kurushima qui étaient au nombre des pirates Murakami de la mer intérieure de Seto durant la période Sengoku. Nagachika Kurushima (appelé plus tard Yasuchika) possède 14 000 koku de territoire à Kijima dans la province d'Iyo. En 1600, il se range du côté de l'armée de l'Ouest. Mais comme l'oncle de sa femme était Fukushima Masanori, Honda Masanobu peut arranger une disposition spéciale permettant de conserver l'intégrité du domaine et de la famille de Nagachika. La famille est déplacée dans la région de Mori province de Bungo en 1601 et peut conserver les mêmes 14 000 koku de territoire.
La famille Kurushima continue à diriger le domaine jusqu'à la restauration de Meiji. Durant la guerre de Boshin, elle soutient le gouvernement de Kyoto et se trouve consignée à la garde du daikansho abandonné à Hita (日田). Le domaine est aboli en 1871, devenant d'abord préfecture de Mori avant d'être absorbé dans la préfecture d'Ōita. En 1884, la famille Mori est faite shishaku (子爵, vicomte) dans le nouveau système nobiliaire kazoku.
L'écrivain de contes pour enfants Takehiko Kurushima (en) est un descendant de la famille de daimyos Kurushima.

## Liste des daimyos
- Clan Kurushima, 1601-1871 (tozama daimyo ; 14 000 → 12 500 koku)

1. Yasuchika
2. Michiharu
3. Michikiyo
4. Michimasa
5. Terumichi
6. Michisuke
7. Michitomo
8. Michihiro
9. Michikata
10. Michiaki
11. Michitane
12. Michiyasu

## Source de la traduction
- (en) Cet article est partiellement ou en totalité issu de l’article de Wikipédia en anglais intitulé « Mori Domain (Bungo) » (voir la liste des auteurs).